# Cát Lái
Cát Lái est un quartier se situant dans le 2e arrondissement de Hô Chi Minh-Ville, la capitale du Viêt Nam. Situé au bord de la rivière de Saïgon, Cát Lái possède un port de commerce fondé par les Français à l'époque coloniale, et encore actif de nos jours, permettant l'embarquement du fret, et des passagers.

## Histoire
De 1931 à 1956, Cát Lái a accueilli la Base d'aéronautique navale de Cát Lái (BAN Cát Lái)